# Triodopsis chadwicki
Triodopsis chadwicki är en snäckart som först beskrevs av James Henry Ferriss 1907.  Triodopsis chadwicki ingår i släktet Triodopsis och familjen Polygyridae. Inga underarter finns listade i Catalogue of Life.